# Niñxs a escena. Encuentro de Pequeños Creadores Teatro

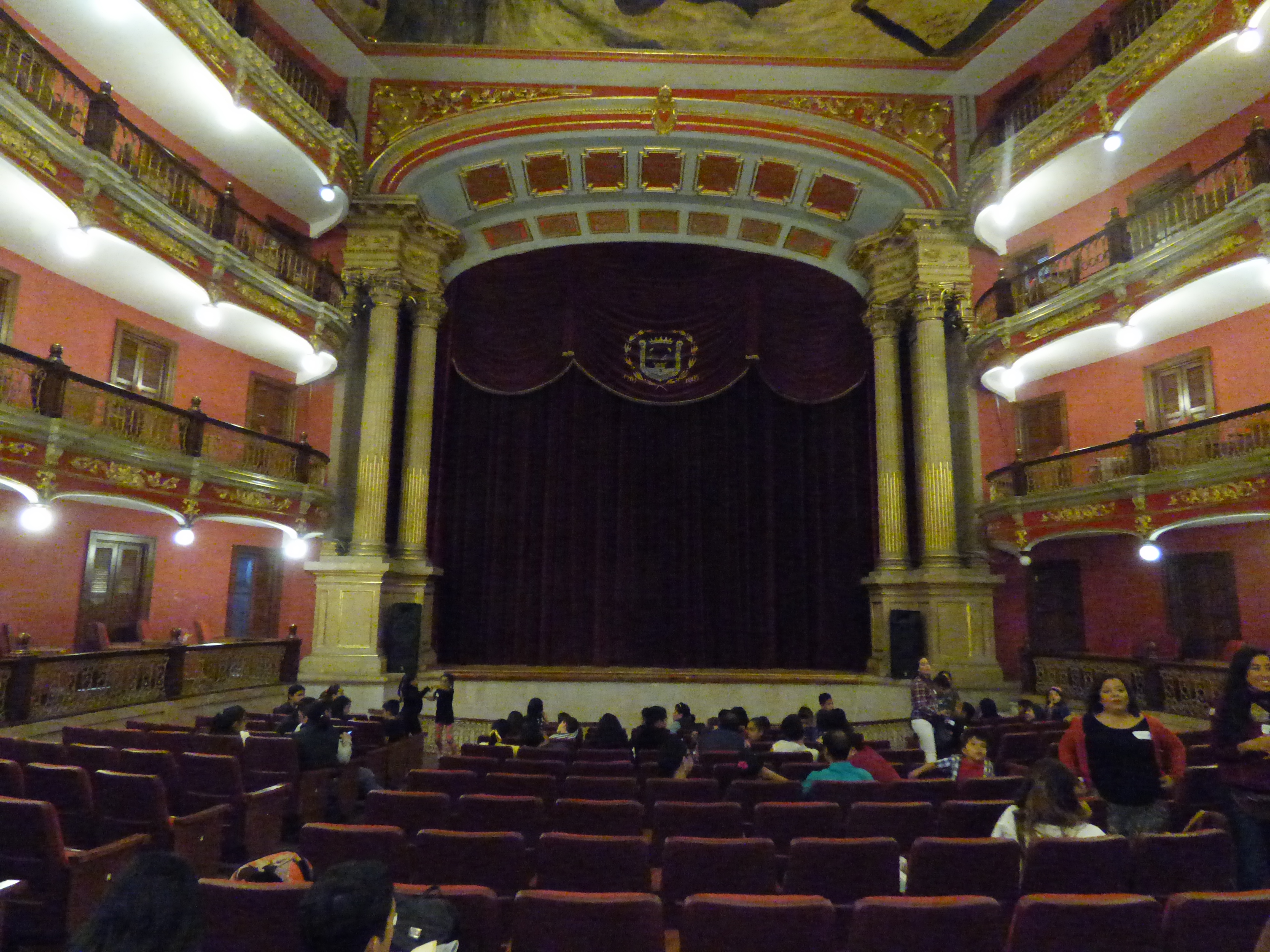
Interior del Teatro José Rosas Moreno, sede de Niñxs a escena. Encuentro de Pequeños Creadores Teatro

Niñxs a escena. Encuentro de Pequeños Creadores Teatro es un festival de teatro para niños y niñas en México. El encuentro se lleva a cabo en Lagos de Moreno, Jalisco; en el Teatro José Rosas Moreno. Es organizado por artistas teatrales, especialmente niños y niñas quienes actúan en los montajes. En el festival participan grupos de diversas ciudades de la región. El encuentro ha tenido dos emisiones, en 2017 y 2019.
Las producciones suelen ser fáciles y ligeras, debido a que estos formatos pueden integrar temas diversos y de gran expresividad, independientemente de que estén hechos para el público infantil.

## Historia
Este proyecto inicia como parte de talleres de teatro en diferentes colonias que tienen un nivel de violencia alto, así como de marginación; para así integrar a los chicos a una nueva visión de vida, no sólo en la zona metropolitana, sino a nivel estatal.

## Características del encuentro
El encuentro fue ideado porque comenzaron a surgir diversas agrupaciones teatrales de niñas y niños en el estado de Jalisco, las cuales requerían un espacio para presentar sus producciones, compartir experiencias y conocimientos. Además de las obras, pues, los niños actores y niñas actrices pudieron entablar conversaciones tras bambalinas, y participar en talleres, círculos de lectura y proyección de películas. El ambiente del encuentro es de convivencia familiar, partiendo en la experiencia que recibirían las y los niños participantes.
El encuentro se desarrolla en dos áreas y eventos principales; primero las puestas en escena que se llevan a cabo en el Teatro José Rosas Moreno, las cuales están pensadas para todo público. El segundo es denominado 'desmontaje' y se trata de una dinámica en la que las niñas y los niños charlan sobre las producciones, bajo la coordinación de talleristas y directores de los grupos que conforman.
Beatriz Aldana, directora y pionera del teatro para niños y niñas en Lagos de Moreno, expresó lo siguiente: “El entusiasmo de los niños, las ganas de querer aprender, la creatividad, la manera de organizarse y este nerviosismo por presentar lo que hacen creo que es lo que más rescataría de la muestra”.

## Instituciones responsables
El proyecto está realizado por el grupo teatral Pequeños Creadores Teatro y la Secretaría de Cultura del Estado de Jalisco. También cuentan con el apoyo del programa federal "México, cultura para la armonía", de Alas y Raíces.

## Objetivo
Los objetivos del encuentro son:
- Generar en los niños disciplina, explotar su creatividad, pero sobre todo desarrollar el amor por lar artes, dándoles una opción de vida.[2]
- Favorecer el desarrollo de niños y niñas en la actuación a través de funciones y talleres para todo tipo de público.[7]
- Crear un espacio para mostrar las piezas y trabajo de las agrupaciones teatrales realizadas por niñas y niños del estado de Jalisco.[7]
- Buscar que las y los participantes compartan sus experiencias en espacios adecuados.[7]

“Que se conozcan, que vean a otros niños actuar, que puedan nutrirse entre ellos con técnicas y herramientas de actuación.” (Escatell Gabriela, 2017)

## Ediciones
El primer Encuentro de Pequeños Creadores “Niñxs a Escena”, que se llevó a cabo los días 18 y 19 de noviembre del 2017 en el Teatro José Rosas Moreno.
El segundo Encuentro de Pequeños Creadores, que se llevó a cabo los días 15 al 17 de noviembre del 2019 en el Teatro José Rosas Moreno.
Mientras que los talleres se llevaron a cabo en Casa de la Cultura del municipio.

## Grupos participantes
En el primer encuentro participaron siete grupos de teatro de Jalisco, así como un invitado de otro estado:
- La Compañía Municipal de Teatro Infantil de Ocotlán
- Alebrijes de Lagos de Moreno
- Colectivo de Teatro Comunitario del Valle de Tonalá
- El Grupo de Teatro del Hogar Cabañas de Zapopan
- Los Ferrocarrileros, de Guadalajara, Jalisco
- Grupo Infantil de Títeres del Valle, de Tlajomulco de Zúñiga
- Los de Abajo, Grupo de Teatro Comunitario de San Juan de Abajo, de León Guanajuato, como grupo invitado[4]

Durante el segundo encuentro participaron siete grupos teatrales:
- Alebrijes de Lagos de Moreno
- Colegio Nuevo México de Zapopan
- Grupo infantil de títeres del valle de Tlajomulco
- Serendipia Teatro de El Salto
- Arlequines de Etzatlán
- Pequeños Creadores Teatro de Guadalajara y Tonalá
- Alas de Lagarto de Guanajuato[9]

## Obras presentadas
| Primer encuentro                                      |                 |                              | |
| Grupo                                                 | Municipio       | Título de la obra            | Sinopsis |
| Grupo Alebrijes                                       | Lagos de Moreno | La gran Muralla              | La reina construye una muralla que rodea su país después de un sueño. Con ello arruina la flora y el camino de los animales.                     |
| Compañía Municipal de teatro infantil                 | Ocotlán         | Pan Boruca                   | La familia de la historia tiene un problema, todos sus integrantes son distintos y no se ponen de acuerdo. El dilema es pelearse o vivir en paz. |
| Grupo de teatro del Hogar Cabañas                     | Zapopan         | Cuento de Navidad            | Adaptación de una célebre historia de Charles Dickens. Una señora amargada es la usurera; sin embargo, recibe tres visitas especiales.           |
| Grupo infantil de títeres del Valle de Tlajomulco     | Tlajomulco      | Mi amigo el Nepo             | Adaptación de cuentos del libro El llano en llamas, de Juan Rulfo.                                                                               |
| Los de Abajo. Teatro comunitario de San Juan de Abajo | León Guanajuato | Hace cuánto no ves una abeja | Los humanos llegan a Marte después de contaminar y destruir su propio planeta, y ahora tienen que compartir un nuevo planeta con los marcianos.  |
| Colectivo de teatro comunitario de Valle del Sol      | Tonalá          | Voté por el León             | Después de que el rey León se convirtiera en un tirano, los animales toman la decisión de generar un sistema democrático.                        |
| Los Ferrocarrileros de Guadalajara                    | Guadalajara     | El sur viaja en tren         | ¿Cómo son los niños y migrantes que todos los días viajan en el tren que pasa por su colonia? Eso se preguntan los niños de la colonia La Ferro. |

| Segundo encuentro                                                   |                      |                                              |
| Grupo                                                               | Municipio            | Título de la obra                            |
| Grupo Alebrijes                                                     | Lagos de Moreno      | Pipi, obra para niños con complejo de meones |
| Grupo Arlequines                                                    | Etzatlán             | Des-haciendo a Shakespeare                   |
| Grupo Taller de teatro del colegio México nuevo, campus Santa Anita | Tlajomulco de Zúñiga | Gallo de boda                                |
| Grupo infantil de títeres del valle de Tlajomulco                   | Tlajomulco de Zúñiga | Hasta la luna con Kike                       |
| Alas de Lagarto                                                     | Guanajuato           | Voces de lagartos                            |
| Los ferrocarrileros de Pequeños Creadores Teatro                    | Guadalajara          | Todos somo Braian                            |

## Talleres impartidos
2019 - Juguemos al teatro y Pantomima y Clown, serán los talleres en Casa de la Cultura, impartirán Mateja Kokol, originaria de Eslovenia y Christian Schröter, artista alemán.